# Quận Orleans, Vermont

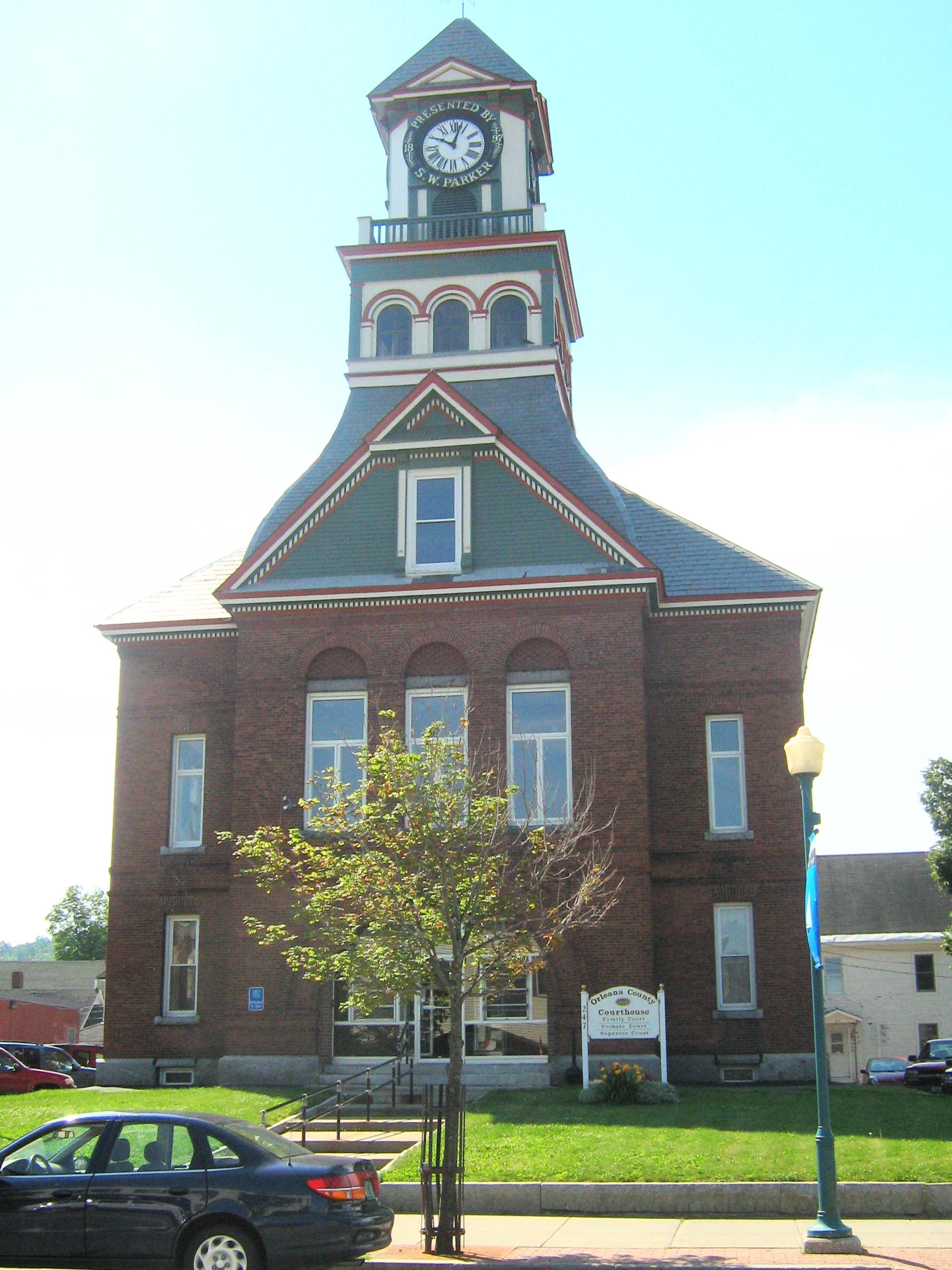
Toà án quận Orleans

Quận Orleans là một trong bốn quận ở phía bắc tiểu bang Vermont, Hoa Kỳ. Quận có biên giới với Canada. Năm 2000, dân số là 26.277 người. quận lỵ của nó là Newport 2. Như trong phần còn lại của New England, chính quyền có ít quyền hạn, chỉ phân chia quận để chia nhóm hành chính, chính quyền tiểu bang thực hiện các quyền hành chính.